# Parque provincial Guardaparque Horacio Foerster
El Geoparque Horacio Foerster —también conocido con el nombre oficial de parque provincial Guardaparque Horacio Foerster— es un área natural protegida ubicada en cercanías de Paraje María Soledad, dentro del municipio de Comandante Andresito, en el departamento General Manuel Belgrano en la provincia argentina de Misiones. Actualmente la reserva abarca una superficie de 4980 hectáreas de la ecorregión selva paranaense.

## Características generales
El Geoparque Horacio Foerster adquirió su estatus de máxima protección el 14 de noviembre de 1996 mediante la sanción de la ley n.º 3359 de la provincia de Misiones, luego de una serie de medidas desarrolladas a lo largo de los años cuyo objetivo era preservar la región antes conocida como reserva Palmitera. Se conformó con dos sectores de la Colonia Manuel Belgrano: uno de 4309 ha 61 a 94 ca y otro de 671 ha 7 a 90 ca. 
En 2002, mediante la ley provincial n.º 3878 se estableció la anexión de terrenos colindantes con lo que el área protegida aumentó su superficie original en 671 ha, llegando a un total de 4980 ha.
El parque fue nombrado en honor al guardaparque Horacio Foerster, que murió en los saltos de Moconá del río Uruguay rescatando de las aguas a un grupo de turistas. La provincia de Misiones instituyó el día 19 de octubre como Día del Guardaparque Provincial en conmemoración de este hecho.
La finalidad de creación del parque fue preservar un área con presencia de ejemplares de palmitero (Euterpe edulis).
Forma parte de las áreas importantes para la conservación de las aves (AICAs) de Argentina.

## Flora
La flora del parque presenta las características propias de la ecorregión que la contiene, con varios estratos o diferencias altitudinales con diversas especies características de cada uno de ellos. En particular, el parque se distingue por la presencia de agrupaciones de ejemplares de palmitero (Euterpe edulis), especie sumamente afectada dado que de ella se extrae el palmito, producto de alto nivel comercial. Los palmiteros están asociados con ejemplares del amenazado palo rosa (Aspidosperma polyneuron) y en menor medida con ejemplares de pino paraná (Araucaria angustifolia).

## Fauna
La fauna del parque no ha sido investigada en profundidad, pero se asume que guarda similitud con la del vecino parque provincial Urugua-í. Una prospección realizada durante unos pocos días de enero de 1997 detectó la presencia de ejemplares de yaguareté (Leo onca), gato onza (Leopardus pardalis), lobito de río (Lontra longicaudis), tapir (Tapirus terrestris), mono caí (Cebus apella), oso melero (Tamandua tetradactyla) y tapetí (Sylvilagus brasiliensis), entre otros.
El área se destaca por su riqueza ornitológica. En investigaciones recientes se ha registrado la presencia de más de 100 especies de aves, entre ellas las amenazadas o vulnerables tinamú macuco (Tinamus solitarius), tucán banana (Pteroglossus bailloni), carpintero cara canela (Celeus galeatus), orejerito cejudo (Phylloscartes eximius), orejerito ojirrojo (Phylloscartes sylviolus) y reinamora enana (Amaurospiza moesta).

Otras coloridas aves avistadas en el parque son los tueré grandes (Tityra cayana), los chiripepés cabeza verde (Pyrrhura frontalis), los surucuá amarillos (Trogon rufus), los tucanes pico verde (Ramphastos dicolorus), los carpinteros garganta estriada (Dryocopus lineatus) y oliva manchado (Veniliornis spilogaster), entre otros.

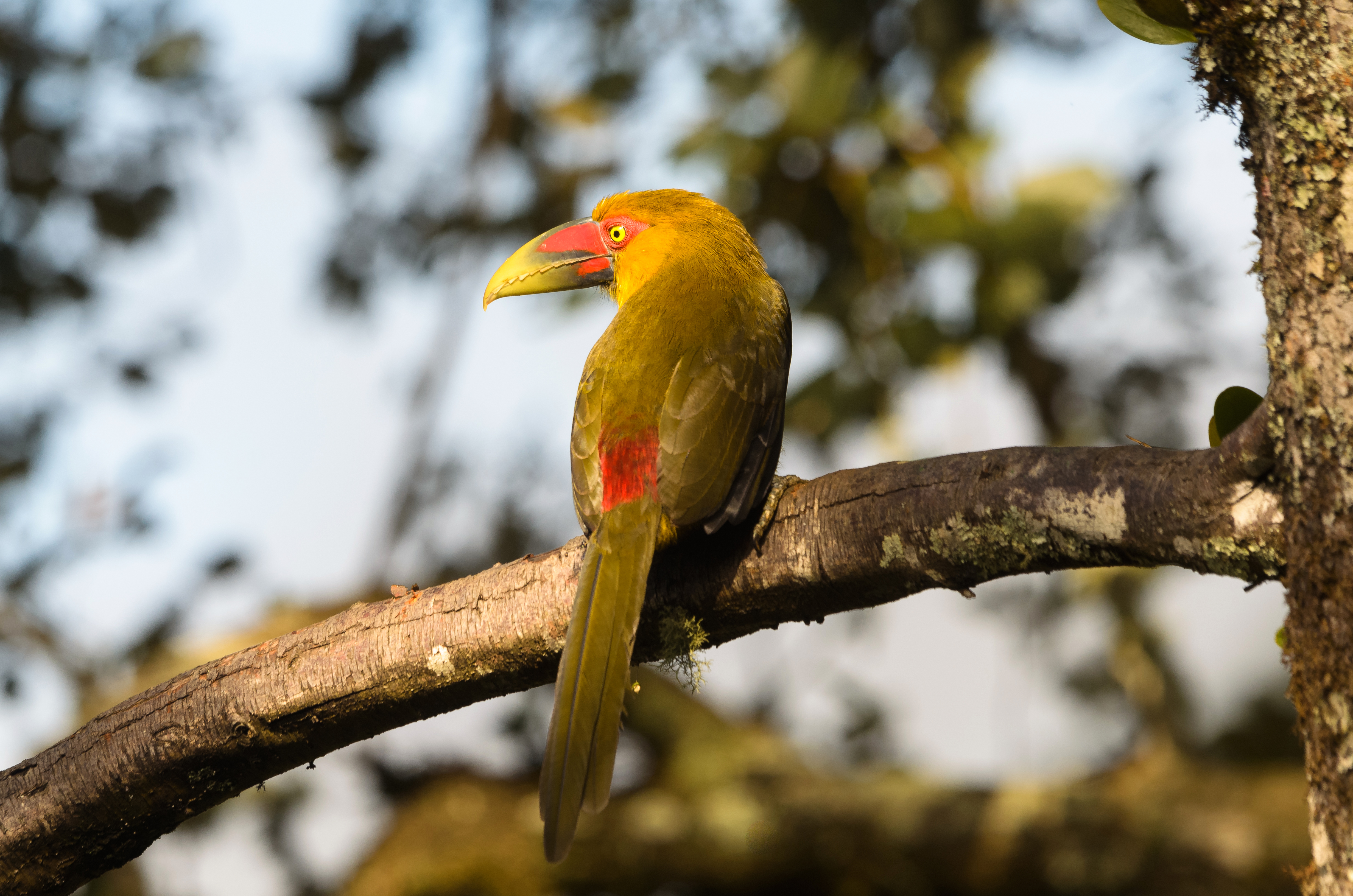
Tucán banana.
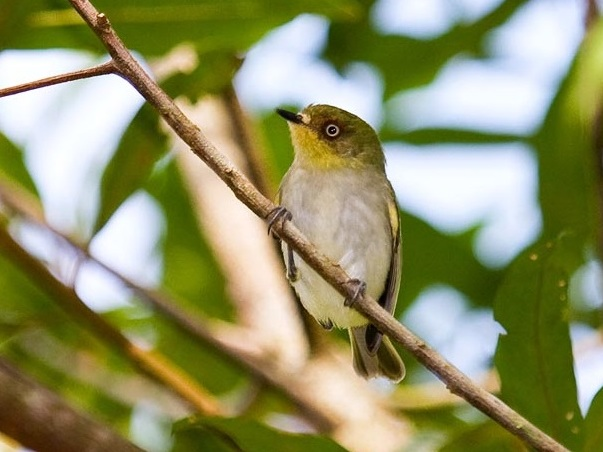
Orejerito ojirrojo.
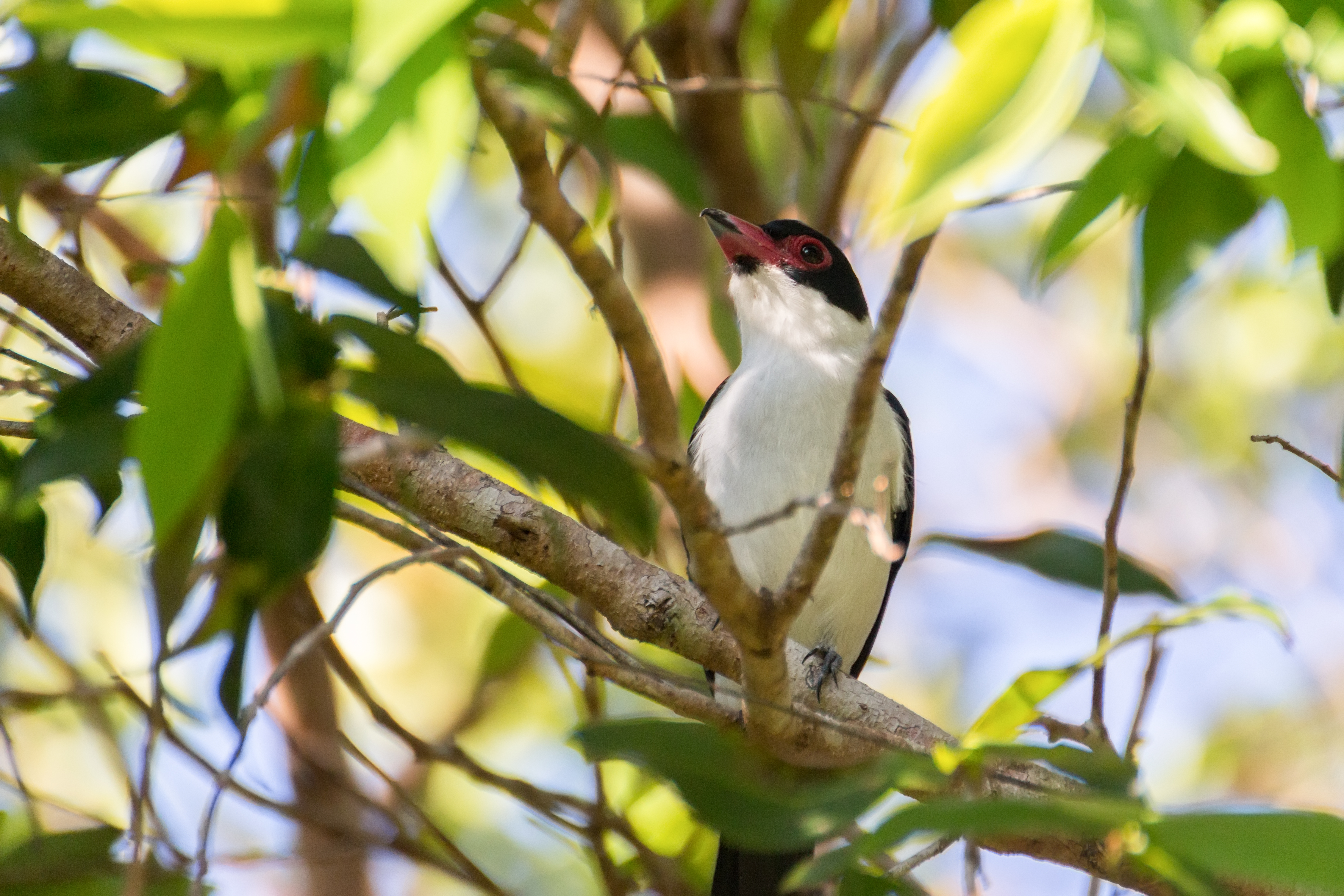
Tueré grande.
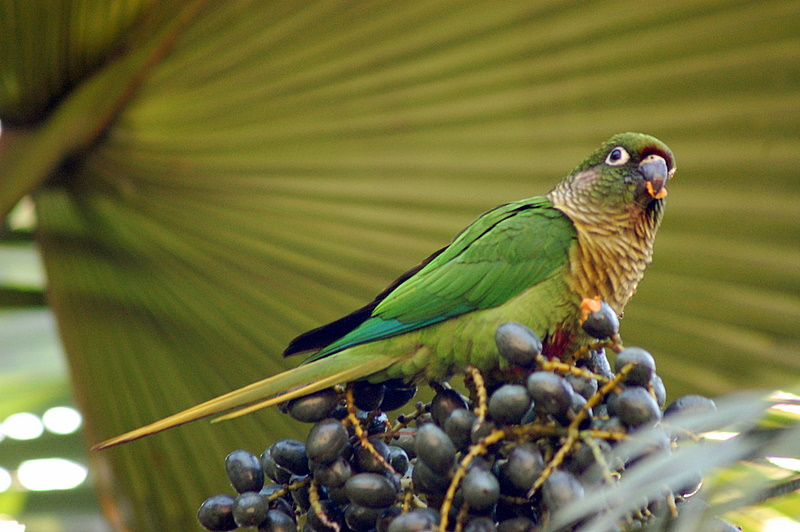
Chiripepé cabeza verde.
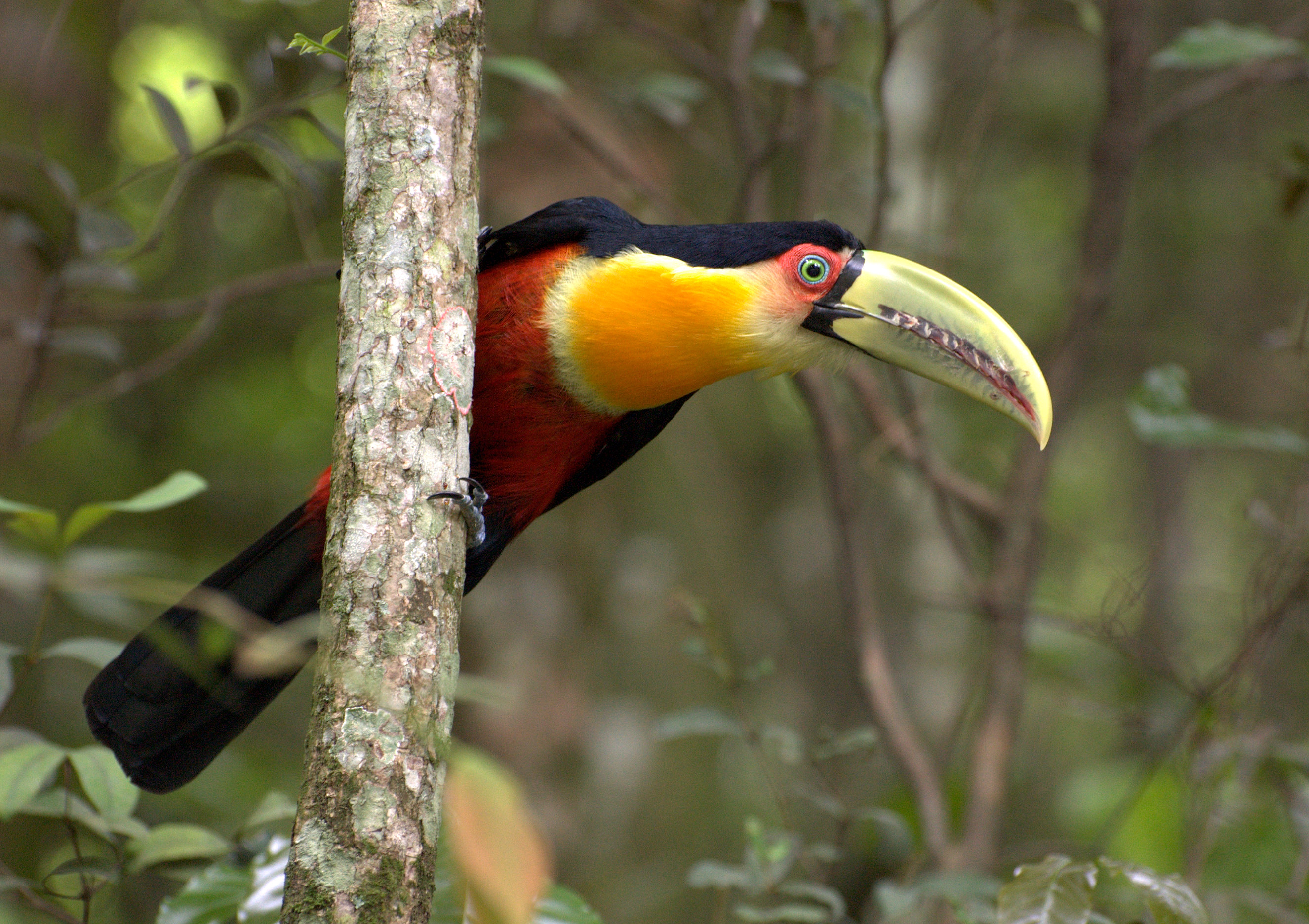
Tucán pico verde.
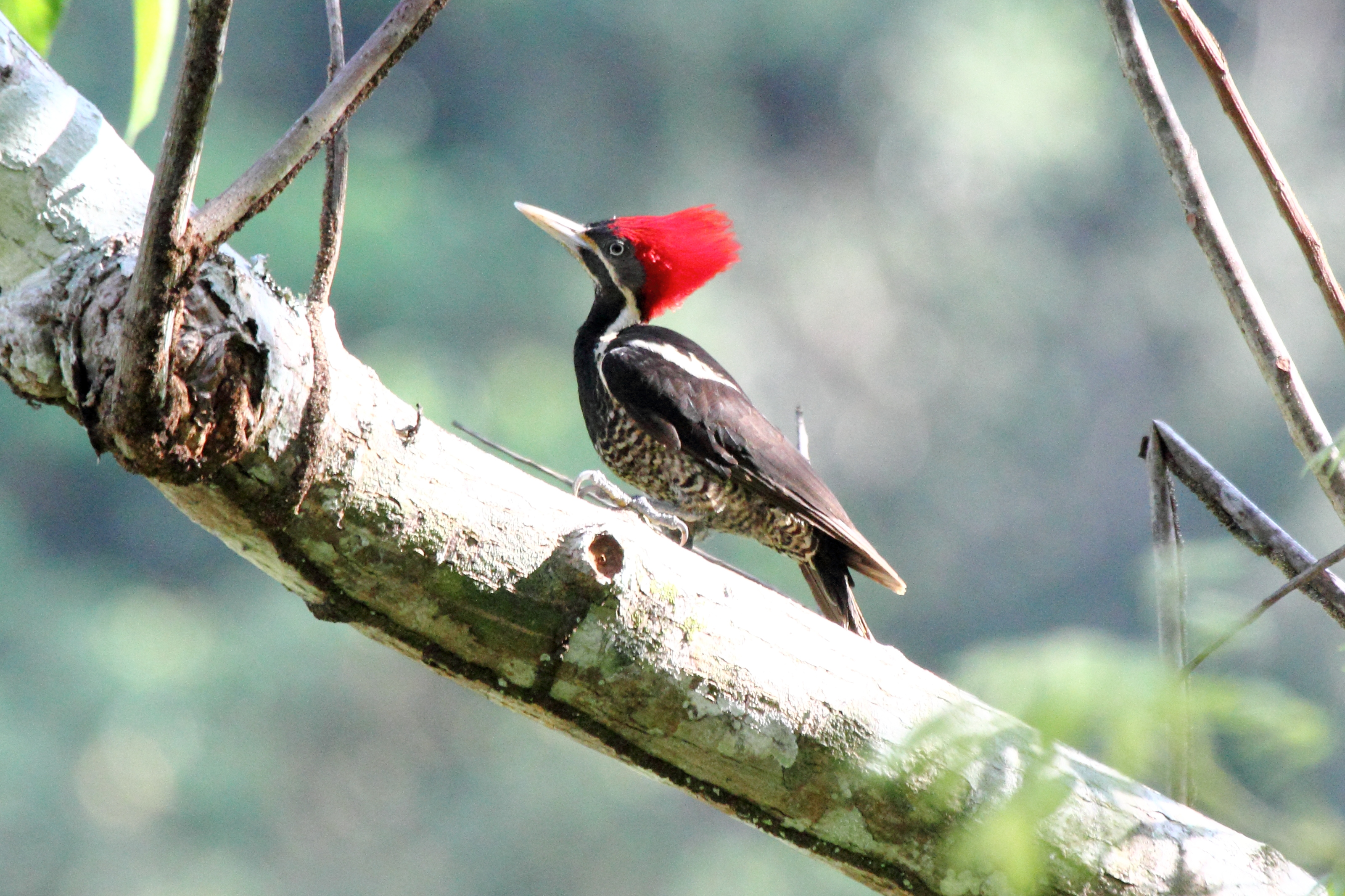
Carpintero garganta estriada.